# Angelo Di Mino
Angelo Di Mino (Palermo, 25 luglio 1987) è un produttore discografico, compositore e violoncellista italiano.

## Biografia
Nato nel 1987 a Palermo, si diploma in violoncello col massimo dei voti al conservatorio V.Bellini di Palermo sotto la guida di Giovanni Sollima e Francesco Fontana; sin dal primo approccio con la musica coltiva la passione per la composizione e per la ricerca.
Nel 2007 collabora con Antonio Di Mino e Giovanni Sollima all’installazione “In Cross/Linee di Canto”, tenutasi ai cantieri culturali della Zisa di Palermo e nel 2008 a “Skinning PG”, installazione e workshop tenutesi alla Rocca Paolina di Perugia. Nello stesso anno è stato selezionato con il trio “A’ Rebours” alle finali del festival internazionale di composizione per cinema muto “Strade del Cinema” tenutosi ad Aosta.
Nel 2008 forma con Alessandro Librio un duo volto alla ricerca e alla sperimentazione. Il duo entra a far parte dello staff di Oliviero Toscani ed è chiamato ad esibirsi in numerosi concerti e performances. Nel 2009 il duo viene invitato da Oliviero Toscani ad esibirsi a New York (Openhouse Gallery, Manhattan) in occasione della mostra fotografica "Hand made in Italy" a cura dello stesso; nel 2010 il duo si esibisce a Londra al “Waterside Project Space” con la performance “3.00″; nello stesso anno si esibiscono alla Pinacoteca di Follonica e alle Gallerie dell’Accademia di Venezia in occasione della Biennale. Collabora inoltre con l’associazione culturale Curva Minore, dove entra a far parte dell’ensemble “Contemporary Sounds Unity”, gruppo volto all’esecuzione di musica contemporanea e alla musica sperimentale in Italia e all’estero.
Nel 2010 forma, con Francesco Incandela, Sergio Zanforlin e Luca Lo Bianco gli “String Sharper Quartet”, un quartetto d’archi volto alla rivisitazione del repertorio pop/rock e inedito che, nell’anno seguente, viene invitato a salire sul palco del teatro Politeama Garibaldi per la stagione 2011/2012 degli “Amici della Musica” di Palermo.
Nel 2011 fonda la band “The Hysterical Sublime” (con Francesco Incandela, Gianlorenzo Mungiovino, Luca La Russa e Simone Sfameli) una band dove oltre ad essere l’autore dei brani ed il produttore, ricopre il ruolo di violoncellista e cantante. Nel 2013 il progetto Hysterical Sublime guadagna la produzione artistica di Marco Trentacoste col quale incide l’EP "Colour" di debutto alle Officine Meccaniche di Milano; nello stesso anno incide con gli String Sharper Quartet l’album d’esordio “Blending” (Fitzcarrarldo Records).
Dal 2013 affianca all'attività di musicista quella di produttore, specializzandosi nella scrittura e nell’arrangiamento di archi per la musica pop/rock collaborando con diversi artisti, musicisti e band italiane.
Nel 2014 gli Hysterical Sublime vincono il contest "avanti il prossimo" di Ypsigrock ed entrano nel cartellone della diciottesima edizione del Festival suonando in apertura agli Uzeda.
Nel 2015 con gli Omosumo prende parte alla tournée dell'album "Surfin' Gaza" da bassista e violoncellista.
Nel 2016 fonda Blackstar Recording Studio.
Nel 2023 pubblica con The Hysterical Sublime l'album 'Void I Void' e dà vita a 'Im Spiegel', un happening dove l'ensemble si confronta in tempo reale con l'elemento acqua utilizzato da specchio e filtro del contenuto sonoro prodotto. 'Im Spiegel' viene presentato a Milano e a Palermo e al Museo del Mare (MUMA) di Milazzo per il Mish Mash Festival.
Lungo la sua attività ha scritto le musiche per performances teatrali e collaborato con diverse band pop/rock e compositori/cantautori/musicisti italiani ed internazionali tra cui Giovanni Sollima, Mauro Pagani, Marco Cappelli, Giovanni Ricciardi, Luca Trevisani, Pippo Pollina, Fabrizio Cammarata, Le Cordepazze, Eimog, Alessandro Mancuso (premio MEI 2005), Iotatola, Angelo Sicurella, Dimartino, Giacomo Cuticchio, la O.I.D, gli Istant Composer’s Pool (Tristan Honsinger), Andreas Wagner, Adam Rudolph e tanti altri. Nel 2018 fonda a Milano Blackstar Recording Studio. Suona un violoncello C.A.Testore del 1733.

## Discografia

### Con String Sharper Quartet
- 2013 - "Blending" (Fitzcarrarldo Records)

### Con Hysterical Sublime
- 2013 - "Colour EP"
- 2023 - 'Void I Void'

### Con The Spooky Scientists
- 2016 - The Alien (Single)

### Collaborazioni come musicista
- 2011 - Ti.Pi.Cal - "Stars" (Universal)
- 2013 - Le Cordepazze - L'arte della Fuga
- 2015 - La Rappresentante di Lista - Bu Bu Sad (Garrincha Dischi)
- 2017 - Alessio Bondì - Sfardo (800A Records/Malintenti Dischi)
- 2018 - La Rappresentante di Lista - Go Go Diva
- 2019 - Dimartino - Afrodite (42 Records/Picicca Dischi)
- 2019 - Dimartino Feat. La Rappresentante di Lista - Ci diamo un Bacio (Single) (42 Records)
- 2024 - Luca La Duca - Ambient Side (Angapp Music)

### Collaborazioni come musicista e arrangiatore
- 2014 - La Rappresentante di Lista - (Per la) via di casa (Garrincha Dischi)
- 2015 - Dimartino - Un Paese Ci Vuole (Picicca Dischi)
- 2016 - Omosumo - Omosumo (Malintenti Dischi)
- 2017 - Angelo Sicurella - Orfani per Desiderio (URTOVOX rec.)
- 2017 - Angelo Sicurella - YUKI O (URTOVOX rec.)
- 2017 - Antonio Di Martino/Fabrizio Cammarata - "Un mondo raro. Vita e incanto di Chavela Vargas" (Picicca Dischi)
- 2017 - Fabrizio Cammarata - Of Shadows (Haldern Pop Recording)
- 2023 - Santamarea - Acqua Bagnami (commissionato da Fat Sounds per la sfilata Etro Nowhere Spring Summer 2024 Women's collection)

### Come Produttore
- 2019 - Francesco Incandela - Flow n.1 (Tip Off Records)
- 2021 - OANA - I Fiori del Male (EP)[11] (Another Music Records)
- 2021 - Angelo Trabace - Sbarco (LP) (Sugar Music/Believe)[12]
- 2022 - OANA - Istinto (Single) (Another Music Records)
- 2022 - OANA - Mantra d'Amore (Single) (Another Music Records)
- 2023 - Milo Scaglioni - Invincible Summer (LP)

## Installazioni e Performances
- 2007 - "In Cross/Linee di Canto" (Cantieri Culturali della Zisa - Palermo) con Antonio Di Mino e Giovanni Sollima
- 2008 - "Skinning PG" (Rocca Paolina di Perugia) con Antonio Di Mino e Giovanni Sollima
- 2008 - Egg Improvisations I,II,III (Chiesa di Ludovico Quaroni - Gibellina) con Alessandro Librio
- 2009 - "Hand made in Italy" (Open House Gallery - SoHo, New York) con Alessandro Librio - Commissionata da Oliviero Toscani
- 2010 - "3.00" (Waterside Project Space - Londra) con Alessandro Librio e Alice Tatge
- 2013 - Mucodenti (Galleria Bianca - Palermo) con Alessandro Cucchi all'interno della mostra "Dislessica"
- 2023 - 'Im Spiegel' con The Hysterical Sublime

## Cinema
- 2015 - Loro di Napoli di Pierfrancesco Li Donni (Musica per Trailer)
- 2024 - Napoli Dentro (Ciro Scuotto)

## Blackstar Recording Studio
Nel 2016 fonda a Milano Blackstar Recording Studio, studio di produzione e registrazione musicale. Nell'attività di studio viene affiancato da Valerio Mina, ingegnere del suono.
Nello studio hanno lavorato produttori ed ingegneri del suono come Alessandro Bavo, Roberto Cammarata (Fat Sounds), Sabino Cannone, Matteo Cantaluppi, Ali Chant, Tommaso Colliva, Fabio Gargiulo, Ivan Rossi, Fabio Senna, Raffaele Stefani e tanti altri; hanno registrato artisti come Alfio Antico, Malika Ayane, Baustelle, Bluvertigo, Vasco Brondi, Calibro 35, Nic Cester & Milano Elettrica, Rodrigo D'Erasmo, Gianluca De Rubertis (Il Genio), Dente, Dimartino, Diodato, Ghemon, La Rappresentante di Lista, I Ministri, Giancarlo Schiaffini, Giulia Tagliavia, Tale of Us e tanti altri.

### Album
- 2017 - Angelo Sicurella - Yuki-O (Strings Recording) (Urtovox)
- 2018 - La Rappresentante di Lista - Go Go Diva (Woodworm)
- 2019 - Edda - Fru Fru (Woodworm)
- 2019 - Francesco Incandela - Flow n.1 (Tip Off Records)
- 2019 - Dimartino - Afrodite (Strings Recording) (42 Records / Picicca Dischi)
- 2020 - Giovanni Gulino - Urlo Gigante
- 2020 - Dente - Dente (Piano Recordings) (Inri Records / Picicca Dischi)
- 2021 - OANA - I Fiori del Male (EP) (Another Music Records)[11]
- 2021 - Il Disordine delle Cose - Proprio adesso che ci stavamo divertendo
- 2021 - Angelo Trabace - Sbarco (LP) (Sugar Music / Believe)[12]
- 2021 - Andrea Manzoni - Olocene (Original Theater Soundtrack) (Another Music Records)
- 2022 - Sergio Armaroli / Veli Kujala / Harri Sjostrom / Giancarlo Schiaffini - Windows & Mirrors I Milano Dialogues (Leo Records)
- 2022 - Calibro 35 - Scacco al Maestro Vol.1 (Virgin / Universal Music Group / Woodworm)
- 2022 - Andrea Manzoni / Viden Spassov / Andrea Beccaro - Live at Slovensky Rozhlas (Another Music Records)
- 2023 - Manuel Bellone - Spleen
- 2023 - The Hysterical Sublime - Void I Void
- 2023 - Sergio Armaroli / Veli Kujala / Harri Sjostrom / Giancarlo Schiaffini - More Windows & Small Mirrors I Milano Dialogues Part Two (Leo Records)
- 2023 - Diodato - Così Speciale (Strings, Brass and Woodwinds enemble Recording) (Carosello Records)
- 2023 - Milo Scaglioni - Invincible Summer
- 2023 - Baustelle - Elvis (BMG)
- 2023 - Colla Zio - Rockabilly Carter (Woodworm / Virgin / Universal Music Group)
- 2023 - Giulia Tagliavia - Il Palazzo (colonna sonora originale del film)
- 2023 - Andrea Poggio - Il Futuro (La Tempesta Dischi)
- 2023 - Sergio Armaroli / Giancarlo Schiaffini / Harri Sjostrom - More Duos and Trios (Leo Records)
- 2023 - Toti Poeta - Tutta questa Meraviglia (Viceversa Records)
- 2024 - Giorgio Dellarole / Johann Sebastian Bach - Preludi e fuga e danze (Limen Music)
- 2024 - Marco Petrigno - La Lingua del Santo
- 2024 - Mattia Boschi - Just Looking

### Singoli
- 2019 - Ipanema ft. Malika Ayane e Carlinhos Brown - Selton
- 2021 - Angelo Trabace - Sbarco (Sugar Music/Believe)[13]
- 2021 - Angelo Trabace - Rapsodia Contadina (Sugar Music/Believe)[14]
- 2021 - Angelo Trabace - Aftershow (Sugar Music/Believe)
- 2021 - Angelo Trabace - Scighera (Sugar Music/Believe)
- 2022 - When Due - Eyeless in Gaza
- 2022 - OANA - Istinto (Another Music Records)
- 2022 - OANA - Mantra d'Amore (Another Music Records)
- 2022 - I Ministri - Da questo Momento in poi (Woodworm / Universal Music Group)
- 2022 - Milo Scaglioni - Sketches in the Sand
- 2022 - Nic Cester - Did I Just Fall in Love (Davoli Studio Milano / Universal Music Publishing)
- 2023 - The Hysterical Sublime - The Ship
- 2023 - Angelo Sicurella - Città Deserte (Limone Lunare Records)
- 2023 - Gianluca De Rubertis - Le Piramidi
- 2024 - Jet - Hurry Hurry

### Cinema / TV
- 2018 - La mia Amica Geniale (RAI) - Musiche di Giulia Tagliavia
- 2021 - Onoda - 10.000 notti nella giungla (Festival de Cannes 2021 - Un Certain Regard[15]) - Musiche di Enrico Gabrielli, Andrea Poggio, Sebastiano De Gennaro, Gak Sato e Olivier Marguerit
- 2021 - Il Palazzo (Venice Film Festival - Biennale Cinema 2021[16]) - Musiche di Giulia Tagliavia